# Kenchagonahalli, Nagamangala
Kenchagonahalli là một làng thuộc tehsil Nagamangala, huyện Mandya, bang Karnataka, Ấn Độ.